# Vittorio Sodano
Vittorio Sodano (Napoli, 1º settembre 1974) è un truccatore italiano.

## Biografia
Inizia la sua attività di truccatore a Londra all'età di 16 anni come scultore e protesista in un laboratorio di effetti speciali Cinematografici. Nel 1996 debutta nel Cinema con il film Prima che il tramonto di Stefano Incerti, per il quale ottiene un riconoscimento per il Trucco e gli Effetti speciali al Festival di Locarno. Grazie alla notevole conoscenza nel campo degli Effetti speciali di Trucco e nell'applicazione di protesi inizia ad affermarsi nel Cinema Italiano ed Europeo, divenendo truccatore personale di Margherita Buy, Laura Morante, Mariangela Melato e Valeria Golino. Vittorio Sodano è inoltre docente presso diverse Accademie di Belle Arti. Nel 2007 ottiene la sua prima nomination all'Oscar per Apocalypto di Mel Gibson e nel 2010 una per Il divo di Paolo Sorrentino. 
Nel 2023 ha lavorato come Make-up supervisor nel film Il Monaco che vinse l'Apocalisse di Jordan River. Nel mese di agosto 2024, ha ricevuto ad Amsterdam una Nomination per il Makeup del film "Il Monaco che vinse l'Apocalisse".

### Riconoscimenti
- 2007 - candidatura Oscar al miglior trucco per Apocalypto di Mel Gibson
- 2007 - Premio Cinearti La chioma di Berenice per Apocalypto di Mel Gibson
- 2008 - Premio Cinearti La chioma di Berenice per Il divo di Paolo Sorrentino
- 2009 - David di Donatello per Il divo di Paolo Sorrentino
- 2011 - David di Donatello per Noi credevamo di Mario Martone
- 2010 - candidatura Oscar al miglior trucco per Il divo di Paolo Sorrentino
- 2012 - Premio Cinearti La chioma di Berenice per Walter Chiari - Fino all'ultima risata di Enzo Monteleone

## Filmografia
- 1996 - Il fratello minore di Stefano Gigli
- 1999 - Prima del tramonto di Stefano Incerti
- 1999 - Le madri di Angelo Longoni (TV)
- 2000 - Controvento di Peter Del Monte
- 2001 - Tre mogli di Marco Risi
- 2001 - Le fate ignoranti di Ferzan Özpetek.
- 2002 - Incompreso di Enrico Oldoini (TV)
- 2002 - Il più bel giorno della mia vita di Cristina Comencini
- 2003 - Ma che colpa abbiamo noi di Carlo Verdone
- 2003 - Il papa buono - Giovanni XXIII di Ricky Tognazzi (TV)
- 2003 - Ricordati di me di Gabriele Muccino
- 2004 - Part time di Angelo Longoni
- 2004 - L'amore ritorna di Sergio Rubini
- 2004 - Il siero della vanità di Alex Infascelli
- 2004 - Nerone di Paul Marcus (TV)
- 2005 - L'Impero dei lupi di Chris Nahon
- 2005 - Casanova di Lasse Hallström
- 2006 - Fade to Black di Oliver Parker
- 2006 - Liscio di Claudio Antonini
- 2006 - Tre donne morali di Marcello Garofalo
- 2006 - Apocalypto di Mel Gibson
- 2006 - The Black Dahlia di Brian de Palma
- 2007 - Il capo dei capi di Alexis Cahill ed Enzo Monteleone (TV)
- 2007 - Il nascondiglio di Pupi Avati
- 2008 - Il divo di Paolo Sorrentino
- 2008 - La polvere del tempo (Trilogia II: I skoni tou hronou) di Theodoros Angelopoulos
- 2009 - Io, Don Giovanni di Carlos Saura
- 2010 - Noi credevamo di Mario Martone
- 2012 - La città ideale di Luigi Lo Cascio
- 2017 - Oh mio Dio! di Giorgio Amato
- 2024 - Il Monaco che vinse l'Apocalisse di Jordan River